# Sciapus basilicus
Sciapus basilicus är en tvåvingeart som beskrevs av Henk J.G. Meuffels och Patrick Grootaert 1990. Sciapus basilicus ingår i släktet Sciapus och familjen styltflugor.
Artens utbredningsområde är Nederländerna. Enligt den finländska rödlistan är arten akut hotad i Finland. Enligt den svenska rödlistan är arten sårbar i Sverige. Arten förekommer i Götaland och Gotland. Arten har tidigare förekommit på Öland men är numera lokalt utdöd. Artens livsmiljö är sandstränder vid Östersjön. Inga underarter finns listade i Catalogue of Life.